# Yaniv Green
Yaniv Yakov Green (hebräisch יניב גרין; * 16. Mai 1980 in Tel Aviv) ist ein israelischer Basketballspieler. Der größte Erfolg des langjährigen Nationalspielers ist der Titelgewinn in der EuroLeague 2004/05 mit Maccabi aus seiner Geburtsstadt Tel Aviv, die in jener Saison in Verbindung mit dem Double-Gewinn in den nationalen Wettbewerben eine Triple Crown gewannen. Nach Stationen unter anderem in Russland und Italien gewann Green mit Hapoel Gilboa Galil 2013 auch den internationalen Vereinswettbewerb in der Balkan League (BIBL). Seit der Saison 2013/14 spielt Green für Hapoel Jerusalem.

## Karriere
Green wechselte aus den Jugendmannschaften von Bnei aus Herzlia in die Seniorenmannschaft in der höchsten israelischen Spielklasse Ligat ha’Al und nahm als Jugend- und Juniorenauswahlspieler auch an den internationalen Wettbewerben der FIBA Europa teil. Zusammen mit unter anderem seinem gleichaltrigen Vereinskameraden Tal Burstein gewann man bei der Junioren-Europameisterschaft 2000 in Mazedonien im Halbfinale gegen eine talentierte spanischen Juniorenauswahl um unter anderem Pau Gasol, José Calderón und Felipe Reyes, denen man ihre einzige Turnierniederlage zufügte. Den Titelgewinn verpasste man nur knapp nach einer 65:66-Niederlage gegen die slowenische Juniorenauswahl, die von Sani Bečirovič und Boštjan Nachbar angeführt wurde. Bei der Junioren-Weltmeisterschaft ein Jahr später gewann man die ersten vier Spiele, unter anderem gegen eine von Luis Scola und Carlos Delfino angeführte argentinische Juniorenauswahl. Anschließend verlor man jedoch gegen die US-amerikanischen Junioren sowie im Viertelfinale überraschend gegen die Juniorenauswahl der Dominikanischen Republik. Nach einer weiteren Niederlage gegen die Spanier reichte es nach einem Sieg über Australien noch zum siebten Platz. Im Anschluss spielte Green auch mit der israelischen Herren-Nationalmannschaft bei der EM-Endrunde 2001, bei der man im Ausscheidungsspiel vor dem Viertelfinale der spanischen Nationalmannschaft unterlag.
Während Burstein nach der Junioren-Europameisterschaft 2000 zum dominierenden Serienmeister Maccabi Tel Aviv gewechselt war, war Green 2001 nach einem Jahr bei Maccabi aus Ra’anana noch einmal für eine Saison zu Bnei Herzlia zurückgekehrt. 2002 wechselte auch Green in seine Geburtsstadt Tel Aviv, spielte aber zunächst zwei Jahre für den Lokalrivalen und Erstliga-Rückkehrer Hapoel. Bei der EM-Endrunde 2003 erreichte Green mit der Nationalmannschaft einen siebten Platz. Über das Ausscheidungsspiel, in dem man diesmal die slowenische Nationalmannschaft bezwang, zog Israel in das Viertelfinale ein, in dem man dem späteren Vize-Europameister Spanien unterlag und die Chancen auf eine Teilnahme an den Olympischen Spielen 2004 einbüßte. Mit Hapoel zog Green in der FIBA Europe League 2003/04 in das Final-Four-Turnier ein, bei dem man im Halbfinale dem griechischen Verein GS Marousi deutlich mit 64:92 unterlag. Im „kleinen Finale“ um den dritten Platz gelang in einem offen geführten Spiel nach Verlängerung ein 112:104 über Ural Great Perm aus Russland. In der Play-off-Finalserie der israelischen Meisterschaft der Saison 2003/04 unterlag Hapoel Titelverteidiger Maccabi glatt in drei Spielen, die damit nach dem Gewinn der EuroLeague 2003/04 den Gewinn einer Triple Crown sicherstellten. Für die folgende Saison wechselte auch Green zu Maccabi und war zum Auftakt des höchstrangigen europäischen Vereinswettbewerbs EuroLeague 2004/05 gleich einer der besten Spieler, weshalb er wegen seiner Effektivität als MVP des Spieltags ausgezeichnet wurde. Maccabi konnte alle seine Titelgewinne in der Saison 2004/05 verteidigen und erneut eine Triple Crown gewinnen. Bei der EM-Endrunde 2005 verlor Israel das Ausscheidungsspiel vor dem Viertelfinale gegen den späteren Europameister Griechenland. In der folgenden EuroLeague 2005/06 zog Green mit Maccabi als Titelverteidiger erneut ins Finalspiel ein, das diesmal jedoch gegen ZSKA Moskau verloren ging. Nach dem Verpassen des dritten Triples in Folge wechselte Trainer Pini Gershon zu Olympiakos Piräus und die zuvor selbstverständlichen Erfolge von Maccabi stellten sich nicht mehr wie gewünscht ein. In der Saison 2006/07 verlor Maccabi den Titel im nationalen Pokalwettbewerb und scheiterte in den Viertelfinal-Play-offs der EuroLeague 2006/07 erneut an Titelverteidiger ZSKA Moskau, so dass es am Saisonende nur zum erneuten Titelgewinn in der nationalen Meisterschaft reichte.
Beim EM-Endrundenturnier 2007 war Green bester Rebounder des Turniers und verpasste mit knapp zwölf Punkten und gut neun Rebounds pro Spiel ein sogenanntes Double-Double nur knapp. Trotzdem gelang Israel in der Vorrunde nur ein Sieg über die sieglosen Serben. Nach dem Auftaktsieg in der Zwischenrunde gegen Kroatien folgte eine enttäuschende Niederlage gegen Portugal, so dass gegen Gastgeber und Weltmeister Spanien zum Abschluss der Zwischenrunde ein Sieg notwendig war, um mit dem besseren direkten Vergleich gegenüber Kroatien doch noch ins Viertelfinale einzuziehen. In diesem Spiel unterlag man jedoch deutlich mit 26 Punkten Unterschied 73:99. Damit hatte man erneut eine Teilnahme an den Olympischen Spielen verpasst. In der Saison 2007/08 spielte Green für den russischen Verein ZSK WWS aus Samara, bevor er ein Jahr später zu Maccabi Tel Aviv zurückkehrte, die auch Trainer Gershon zurückholten. In der EuroLeague 2008/09 schied man jedoch erstmals seit sechs Jahren vor dem Viertelfinale aus. Nachdem man auch den nationalen Pokalwettbewerb nicht gewonnen hatte, rettete man die Saison, als man am Saisonende sich den Titel in der nationalen Meisterschaft zurückholen konnte. Beim EM-Endrundenturnier 2009 verlor Israel alle drei Vorrundenspiele und schied frühzeitig aus. In der folgenden EuroLeague 2009/10 zog Maccabi wieder in das Viertelfinale ein, in dem man favorisiert und mit Heimrecht in der Play-off-Serie trotzdem KK Partizan Belgrad unterlag. Der zwischenzeitliche Titel im Pokalwettbewerb konnte die Saison nicht mehr retten, nachdem man im Meisterschaftsendspiel erneut unterlag. Gershon musste sein Amt aufgeben und sein ehemaliger Assistent David Blatt wurde zurückgeholt und übernahm erneut. Unter Blatt blieb man in der Saison 2010/11 in nationalen Wettbewerben souverän und verlor bei den Titelgewinnen in Meisterschaft und Pokal nur ein Saisonspiel. In der EuroLeague 2010/11 reichte es ebenfalls zum Einzug ins Finalspiel, in dem jedoch Panathinaikos Athen sich den Titel zurückholen konnte. Beim EM-Endrundenturnier 2011 verlor Israel die ersten drei Vorrundenspiele, darunter zum Auftakt deutlich gegen Deutschland. Die anschließenden beiden Siege zum Abschluss der Vorrunde reichten nicht mehr für die Qualifikation zur Zwischenrunde.
In der Saison 2011/12 spielte Green erneut im Ausland und wechselte in die italienische Lega Basket Serie A zu Banca Tercas aus Teramo in den Abruzzen. Die Mannschaft erreichte den viertletzten Tabellenplatz am Saisonende und erhielt zur folgenden Saison aus wirtschaftlichen Gründen keine Lizenz mehr. Green kehrte wieder in seine Heimat zurück und spielte in der Saison 2012/13 für Hapoel Gilboa Galil aus dem Nordbezirk. Als Gastmannschaft in der Balkan International Basketball League (BIBL) konnte man den Titelgewinn des Vorjahres verteidigen. Beim EM-Endrundenturnier 2013 verlor Israel erneut die ersten drei Vorrundenbegegnungen. Nach einem Sieg über Belgien verlor man diesmal zum Abschluss der Vorrunde gegen Deutschland. In der Saison 2013/14 spielte Green für Hapoel aus Jerusalem. Im Achtelfinale des Eurocup 2013/14 konnte man sich gegen den deutschen Vertreter ratiopharm Ulm durchsetzen, schied aber im Viertelfinale gegen BK Nischni Nowgorod aus. Nach dem zweiten Platz in der regulären Saison der nationalen Meisterschaft verlor Hapoel die Play-off-Halbfinalserie gegen Titelverteidiger Maccabi Haifa.